# قطرة أذن

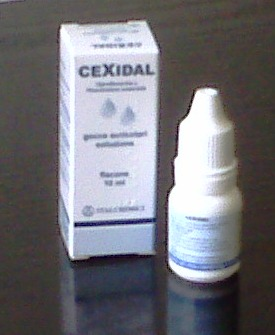
أوتيك سيبروفلوكساسين من إيطاليا

قطرات الأذن هي شكل من أشكال الدواء، تستخدم لعلاج أو منع التهاب الأذن، وخاصة التهابات الأذن الخارجية والقناة السمعية (التهاب الأذن الخارجية).
قطرة الأذن معظمها في تركيبها لا يخرج عن:
1. مسكن للألم فقط.
2. مسكن للألم ومضاد للالتهاب في نفس الوقت.
3. مسكن للألم ومضاد للميكروبات.
4. مسكن للألم ومضاد حيوي وكورتيزون أو مشتقاته.
5. مضاد للميكروبات فقط.
6. مزيل أو مذيب للشمع.
7. محلول مضاد للفطريات.

أغلب نقط الأذن تحتوي على قاعدة غلسرين، لذا تكون لزجة وتحتاج للتدفئة قبل الاستعمال

## 1- مسكن للألم فقط
أهمها المخدرات الموضعية، مثل:
- ديبوكايين
- بنزوكايين
- تيتراكائين

## 2- مسكنات للألم ومضادات ضعيفة للالتهاب مثل
- Phenazone:antipyrine
- Choline Salicylate (أقوى)

## 3- مضادات الالتهاب
واغلبها كورتيكوستيرويد (وتساهم في تخفيف الألم كمردود لتقليل الالتهاب والاديما)
مثل:
- هيدروكوريتزون hydrocortisone
- ديكساميثازون dexamethasone
- فلوميثازون flumethasone

## 4- مضادات للميكروبات
- chloramphenicol
- chlorobutanol
- ofloxacin (واسع المجال)
- ciprofloxacin (.واسع المجال)
- Gramicidin للجرام وبكتيريا فقط
- Framycetin للجرام وبكتيريا
- clioqinol للفطريات وجرام وبعض أنواع جرام
- Acediasulfon يضاف هنا مضادات الفطريات وهي في صورة سائل (محلول) ممكن في حالة الإصابة بالفطريات

أهم الامثلة:
- Coltrimazole

## 5- مذيب ومزيل الشمع
- Carbamide peroxide
- Soudium docusate
- Oleyl-polypeptide
- triethanolamine
- Glycerin HCO3
- Acetic acid 1.5% with water[1]

شدد الصيدلاني الألماني توماس بينكرت على ضرورة الاستعمال الصحيح لقطرة الأذن، وذلك حتى يتمكن السائل الذي غالبا ما يكون غليظ القوام من الوصول إلى قاع القناة السمعية.
وعن كيفية الاستعمال الصحيح لقطرة الأذن، أوضح بينكرت وهو نائب رئيس غرفة الصيادلة الألمان أنه بالنسبة للبالغين ينبغي شد صيوان الأذن إلى الخلف وأعلى قليلا. أما بالنسبة للرضع والأطفال الصغار، فينبغي شد صيوان الأذن قليلا إلى الخلف وأسفل.
وبعد وضع القطرة في الأذن، ينبغي على المريض إمالة الرأس لبضع دقائق إلى الجانب المقابل للأذن التي تم وضع القطرة فيها.
وقبل وضع القطرة، شدد الصيدلاني على ضرورة تدفئتها لتصل إلى حرارة الجسم، وذلك بوضعها في جيب السروال أو في اليد، وإلا فقد يُصاب المريض بدوار أو يشعر بآلام. 
وعند وضع القطرة، يُراعى ألا يحدث تلامس بين القطّارة والأذن وذلك كي لا تتلوث القطّارة. كما أشار بينكرت إلى أن مدة صلاحية قطرة الأذن تصل إلى شهر بدءا من فتح العبوة.

## اقرأ أيضا
- سماعة أذن

## وصلات خارجية
- Kenacomb Consumer Product Information